# アウグスト2世 (ポーランド王)
アウグスト2世モツヌィ（ポーランド語: August II Mocny, 1670年5月12日 - 1733年2月1日）は、ポーランド・リトアニア共和国の国王（在位：1697年 - 1706年、1709年 - 1733年）、およびザクセン選帝侯（在位：1694年 - 1733年）。ザクセン選帝侯としてはフリードリヒ・アウグスト1世（ドイツ語: Friedrich August I.）。
驚異的な怪力の持ち主であったことから「強健王（Mocny）」「ザクセンのヘラクレス」「鉄腕王」などの異称で呼ばれ、またその異称の所以を証明するために素手で蹄鉄をへし折るのを好んだ。先祖であるポーランド人のツィンバルカ・マゾヴィエツカもまた怪力で有名だった。アウグストはハプスブルク帝国の同盟者の一人として金羊毛騎士団の騎士に叙任されていた。
ザクセン選帝侯としては、アウグストはおそらく芸術と建築のパトロンとして記憶されている。彼はザクセン選帝侯国の首都ドレスデンを主要な文化的中心地に変え、ヨーロッパ中から芸術家や音楽家を宮廷に招聘した。アウグストはまた優れた芸術作品の蒐集家で、ドレスデンとワルシャワに美しいバロック様式の宮殿（ツヴィンガー宮殿、サスキ宮殿）を建設した。一方で、政治家としての力量に関しては、ポーランドにおいては決して高くは評価されておらず、ポーランド・リトアニア共和国を大北方戦争に巻き込んだ張本人として非難されている。アウグストの国内改革と王権強化の試みは結果的に無意味であり、さらにその政策は共和国に対するロシア帝国の影響力を強めることになったと考えられている。

## 国王称号
- ラテン語: Augustus Secundus, Dei Gratia rex Poloniae, magnus dux Lithuaniae, Russie, Prussiae, Masoviae, Samogitiae, Livoniae, Kijoviae, Volhyniae, Podoliae, Smolensciae, Severiae, Czerniechoviaeque, necnon haereditarius dux Saxoniae et princeps elector etc.
- 「アウグストゥス2世、神の恩寵によるポーランド王、リトアニア、ルテニア、プロイセン、マゾフシェ、ジェマイティヤ、リヴォニア、キエフ、ヴォルイニア、ポジーリャ、スモレンスク、セヴェリア、チェルニフフの大公、ザクセンの世襲公爵にして選帝侯」

## 生涯

### 選帝侯時代

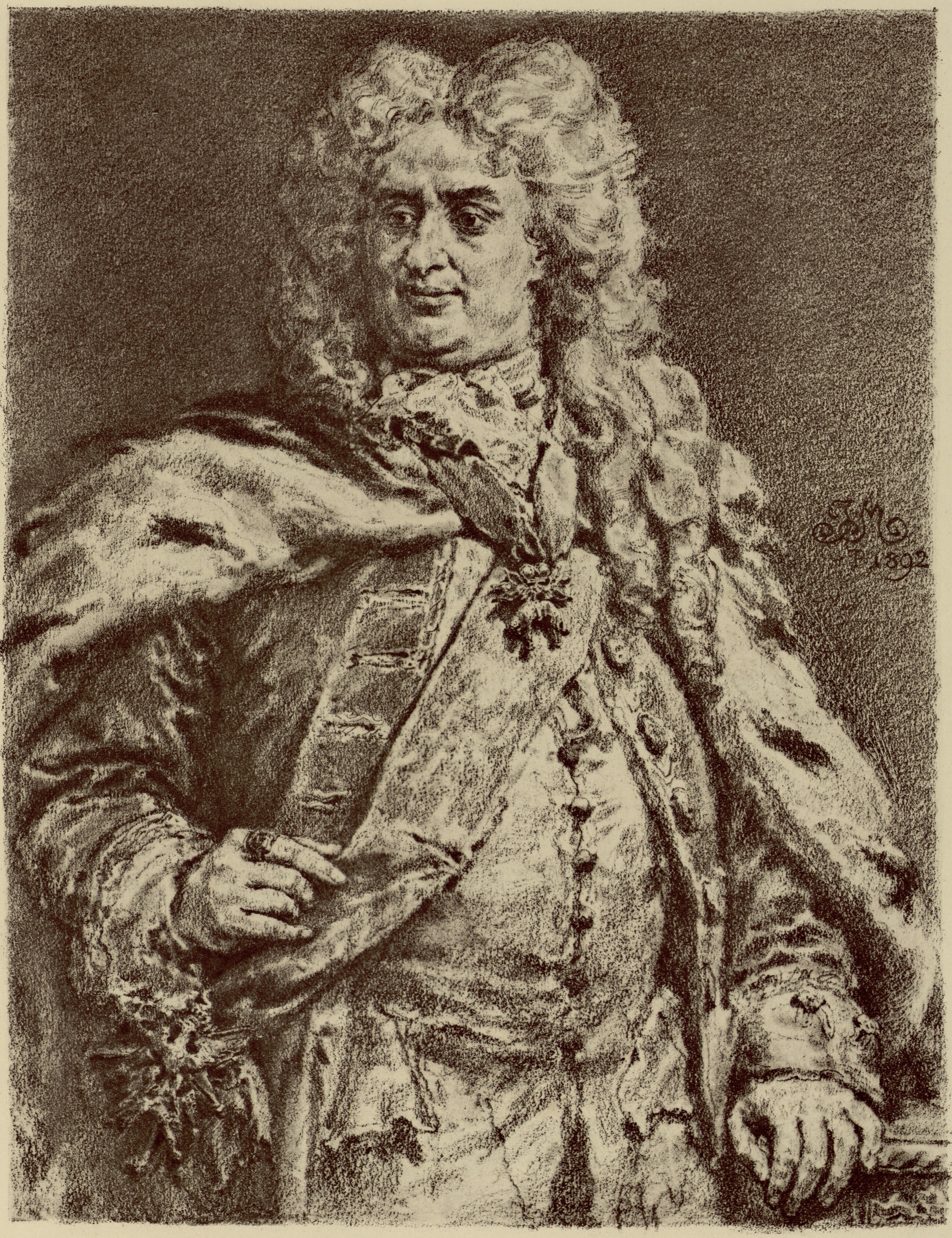
ヤン・マテイコによる肖像画

1670年、ヨハン・ゲオルク3世とデンマーク王フレデリク3世の娘アンナ・ソフィーとの間の下の息子として、ドレスデンで生まれた。次男だったアウグストは選帝侯の座を継ぐことは出来ず、1691年9月12日に父が死ぬと兄ヨハン・ゲオルク4世が選帝侯と公国を相続した。1693年1月20日、アウグストはブランデンブルク＝バイロイト辺境伯クリスティアン・エルンストの娘クリスティアーネ・エーベルハルディーネと結婚し、夫妻には一人息子フリードリヒ・アウグスト（後のアウグスト3世）が生まれた。
ヴェネツィアのカーニヴァルを遊覧した際、兄ヨハン・ゲオルク4世は愛妾マグダレーネ・ジビレ・フォン・ナイトシュッツから天然痘をうつされた。1694年7月24日、兄が嫡出子を残さないまま急死したため、アウグストがフリードリヒ・アウグスト1世として選帝侯を継いだ。1696年に大トルコ戦争におけるドナウ川方面の司令官に任命されたが、一向に戦果を挙げられず翌1697年にプリンツ・オイゲンに交代させられた。
ポーランド・リトアニア共和国の国王選挙に出る資格を得るため、アウグストはカトリックに改宗した。ザクセンの選帝侯たちは伝統的に「宗教改革の擁護者」と呼ばれ、選帝侯国はドイツにおける福音主義教会の拠点であったため、アウグストの改宗は世間を驚かすものであったが、何ら抗議を受ける事はなかった。しかしカトリック教徒となったザクセン選帝侯は、帝国議会における新教徒派の指導者の地位をブランデンブルク＝プロイセンに奪われることになり、ザクセン選帝侯はザクセンの宗教的一体性を保障して来たため、アウグストの改宗によって福音主義教会信徒臣民の一部が公国を離れることになった。アウグストの王位獲得の野心のために、ザクセンの国庫から出された莫大な資金がポーランドの貴族や聖職者への賄賂に消え、同時代人はアウグストの王座への執念を「ポーランドへの投機」と呼んで嘲った。
神聖ローマ帝国において、カトリック諸侯会議に対抗する新教徒諸侯会議の議長役はザクセン選帝侯に決まっており、アウグストはカトリックでありながら議長を務めることになった。帝国内におけるアウグストの教会政策は正統派ルター主義だったが、後にはカトリックと絶対主義に変わった。帝国内の新教徒諸侯と残り2人の新教徒選帝侯（ハノーファーとブランデンブルク＝プロイセン）は、ザクセンが新教徒陣営に一貫して居続けるのかどうか不安に感じていた。アウクスブルクの和議により、アウグストは理論上はカトリックを公国の体制宗教に設定することが可能であり、少なくともカトリックの臣民に完全な宗教的自由を与える権限を持っていたが、これらの権限が行使されることはなかった。ザクセンはその後もルター派領邦であり続け、少数のカトリック教徒住民には何の参政権、市民権も与えられなかった。
1717年になると、状況をさらに錯綜させるような問題が浮上した。ポーランドとドイツの2国におけるアウグストの王朝的野心を満たすためには、彼の後継者はカトリックである必要があるというのである。5年後、アウグストの嗣子フリードリヒ・アウグストがカトリックに改宗したことが公に発表された。ザクセンの人々は憤慨し、反発が起きた。カトリックへの改宗が便宜的なものではなく、内実を伴ったものだということが明らかになったためである。
アウグストの妻クリスティアーネは夫の改宗には従わず、熱烈なルター派であり続けた。彼女はポーランドでの夫の戴冠式にも参加せず、ドレスデン郊外で孤独な生活を送り、その頑なな態度には賛否両論があった。

### 最初の王位

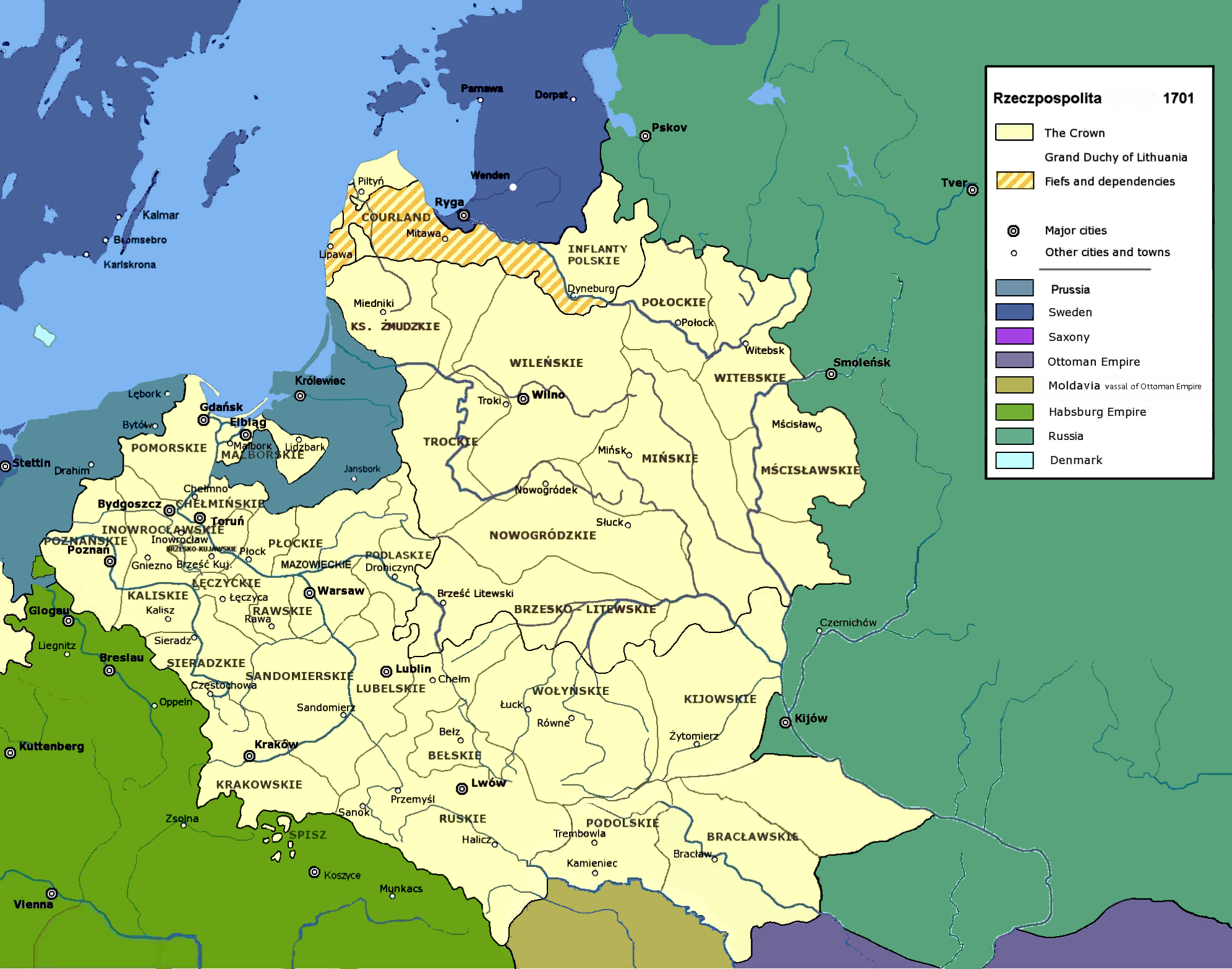
1701年のポーランド・リトアニア共和国

1696年のヤン3世ソビェスキの死に伴い、首尾よくカトリックに改宗したアウグストはロシアとオーストリアの支援を得て、1697年にポーランド・リトアニア共和国の国王に選出された。国王自由選挙に際し、アウグストはユダヤ人銀行家ベレント・レーマンに資金調達をさせた。
アウグストは選挙時、前国王の息子ヤクプ・ルドヴィク・ソビェスキや、フランスの推薦するコンティ公フランソワ・ルイなどの他の有力候補に選挙で勝利したと言われるが、これは間違いである。アウグストは大々的な賄賂工作も空しく、得票数ではコンティ公におよばなかったが、フランス人候補が共和国に入る前にポーランドに急行し、戴冠式を行って即位の既成事実を作ってしまったのである。このため一部のポーランド人はアウグストの王位の合法性に疑問を持っていた。
アウグストはポーランド王の立場から神聖同盟による対オスマン帝国戦争（大トルコ戦争）を続行した。大トルコ戦争は1697年にゼンタの戦いの後和平交渉が始められたが、ポーランド軍は1698年にモルダヴィアへの遠征の直後、タタールの侵入をピドハイツィの戦いで破った。この戦勝は翌1699年、オスマン帝国にカルロヴィッツ条約を結ばせることになり、ポーランドはポドレとカミェニェツ＝ポドルスキを回復した。アウグストは野心的な統治者で、ポーランド王位を自分の息子に世襲させることを望み、ザクセン選帝侯としての利益のために混乱状態のポーランド・リトアニア共和国に命令を下すこともあった。
ところが、アウグストによる内政改革構想は対外的な新領土獲得への期待の前にたち消えとなった。アウグストは従弟のデンマーク王フレデリク4世およびロシアのツァーリ・ピョートル1世と結んで、年若いスウェーデン王カール12世から領土を奪おうとした。大北方戦争の結果、ポーランドが獲得すると決められた地域はスウェーデン領リヴォニアだった（北方同盟）。ところがカール12世は有能な軍司令官としての才能を示し、デンマークを早期に戦争から撤退させて、ナルヴァの戦いでロシア軍を追い返すと、アウグストとの単独決戦を始めた。カール12世の戦略はスウェーデンにもポーランドにも等しく破滅を招くことになった。カール12世の戦略は軍略のそれであり、政略ではなかった。カール12世はポーランドを征するとその野心が誇大化していき、やがてロシアの地への征服を目論むようになる。そのツケを払わされたポーランドは、後にロシアの台頭によって脅威の前面に立たされることとなる。
カール12世は1701年7月9日にリガを包囲していたアウグストの軍勢をドヴィナ川の戦いで破り、ポーランド＝ザクセン連合軍をリヴォニアから撤退させると、ポーランドへの侵略を開始した。ポーランドでは連戦連勝を続け、1702年5月14日に共和国の首都ワルシャワを占領し、続いてクリシュフの戦いで再度ポーランド＝ザクセン軍を撃破し、クラクフに入城した。1703年の春にも陸軍元帥アダム・ハインリヒ・フォン・シュタイナウの率いるザクセン軍にプウツクの戦いで勝利し、トルンを包囲して陥落させた。
この時期にはアウグストも講和を申し出ようとしていたが、カール12世はポーランド王にもっと自分の言いなりになる者を据えようと考えた。1704年、カール12世はスタニスワフ・レシチニスキをポーランド王位につけ、王位を否認されたアウグストは（1704年夏にナルヴァで結ばれた同盟に基づき）ロシアと共同でポーランドに出兵したが、1706年2月13日のフラウシュタットの戦いで敗北してザクセンにも攻め入られ、9月1日、アルトランシュテット条約で無理やりスタニスワフにポーランド王位を譲ることを承認させられた。
一方、ロシアではピョートル1世が自軍の改革に成功し、1709年のポルタヴァの戦いでスウェーデン軍を完膚なきまでに叩きのめした。これはスウェーデン・バルト帝国の没落とロシア帝国の覇権獲得の画期となった。

### 2度目の王位

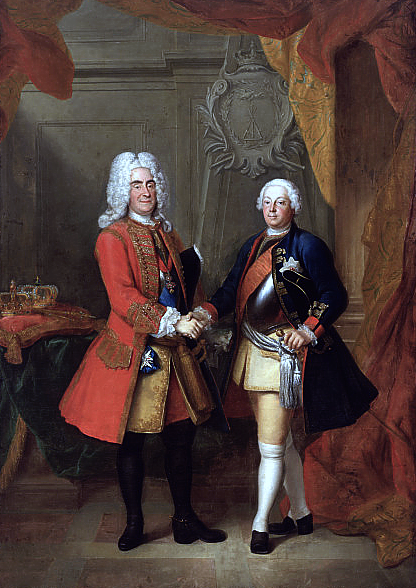
アウグスト2世とプロイセン王フリードリヒ・ヴィルヘルム1世（右）。アウグストのカトリック改宗以後、神聖ローマ帝国におけるプロテスタント領邦の盟主の地位はザクセンからブランデンブルク＝プロイセンに移った。

弱体化したポーランド・リトアニア共和国は、間もなくロシア帝国の保護国として扱われるようになった。1709年、アウグスト2世はロシアの援助でポーランド王位に復帰して再び共和国に絶対王政を導入しようとしていたが、タルノグルト連盟を始めとするポーランド貴族階級（シュラフタ）の反対に遭った。ピョートル1世はこの混乱を調停者の役割を演じる好機と捉え、共和国に軍事的威嚇を加えた。1717年、アウグストと貴族階級は無言議会（Sejm Niemy）で、ロシアの国益に合致した内容の調停文書にサインさせられた。
アウグスト2世の復位時、大北方戦争は継続していた。アウグストは、劣勢のスウェーデンから優位を取り戻そうと画策するがいずれも成功しなかった。しかしアウグストは自らの外交戦術を通じてポーランド・リトアニア共和国の王位を維持させる事には成功した。しかしアウグストの時代にはもはやポーランド・リトアニア共和国はヨーロッパにおいて強国の座を取り戻すは出来なかった。共和国はロシアの軍事力によって守られており、その地位もピョートル1世の支持あってのものであった。1712年には、ザクセン公としてドイツへ親征し、デンマークと共にガーデブッシュの戦いを行ったがスウェーデンに敗れた。
そして1720年にストックホルム条約が結ばれ、大北方戦争は終結したものの、アウグストが得たものはポーランド・リトアニア共和国の王位の確定のみであった（実際には1660年に締結されたオリヴァ条約の更新であり、北方同盟によるアウグストの目論見は破綻することとなった）。その共和国領ですらアウグストの支配権は全体におよぶことはなかった。結局のところ、共和国は大北方戦争で戦勝国側に就きながら、敗戦国のスウェーデンと並んで没落を共にしたのであった。治世を通じて、アウグストは複雑な関係であったとはいえ、王位を維持するために多かれ少なかれロシア（およびオーストリア）に依存していた。無言議会の閉会後、国王は領土的な野心を放棄し、共和国の再建・強化に力を注ぐことを決めた。しかし国内外からの圧力に屈し、ほとんど成果は無かった。
アウグストは、プロイセン王フリードリヒ・ヴィルヘルム1世によるバルト海沿岸南東部への野心や、ピョートル1世の中東欧における覇権を有するためにメクレンブルクに海軍基地を建設することを求めていたことなどに対して憂慮をしていた。1719年にアウグストは、イギリス王ジョージ1世や神聖ローマ皇帝カール6世と共にロシア国境を戦前の状態に押し戻すべく相互援助条約（ウィーン条約）を締結したが、ストックホルム条約の成立や1721年にスウェーデンとロシアがニスタット条約を締結したために相互援助条約は無駄となった。
1733年、ワルシャワで崩御した。自らの家系をポーランドの世襲王家にすることには失敗したが、息子のザクセン選帝侯フリードリヒ・アウグスト2世が、アウグスト3世として次のポーランド王に選出された。ただし、この王位継承はポーランド継承戦争において、ロシア軍の支援のおかげで実現したものだった。

## 遺産
アウグスト2世は熊のような怪力と無数の子供たち（嫡出子は1人だけ）をもうけた精力絶倫ぶりから、「強健王」と呼ばれた。国王の庶子の中で最も有名なのは、優秀な軍事学者でフランスの陸軍元帥にまで上りつめたモーリス・ド・サックスである。モーリスはポーランド継承戦争の時期も、雇い主かつスタニスワフ・レシュチニスキの娘婿であり、この戦争では異母兄アウグスト3世に敵対したフランス王ルイ15世に忠誠を誓い続けた。モーリスはまたフランスに歴史上6人しか存在しないフランス大元帥の一人である。また、アウグスト2世はポーランド人作曲家フレデリック・ショパンの長年にわたるパートナーだったフランスの小説家ジョルジュ・サンドの高祖父（モーリスの庶出の娘がサンドの父方の祖母にあたる）でもある。
アウグスト2世の身長は176センチで、当時としては平均を上回っていたものの、伝説的な怪力の持ち主の割にはさほど上背がない。晩年には糖尿病に悩まされてすっかり肥満し、死亡時の体重は110キロだった。アウグスト2世の遺体はポーランドに埋葬されたが、心臓は抜き取られてドレスデンのカトリック城内教会に安置された。ワルシャワにはアウグスト2世の建設したザクセン公園（Ogród Saski）があり、アウグストは公園の建設を通じて市内の公共の場所を広げたことを高く評価されている。

## 芸術との関わり

### 建築事業

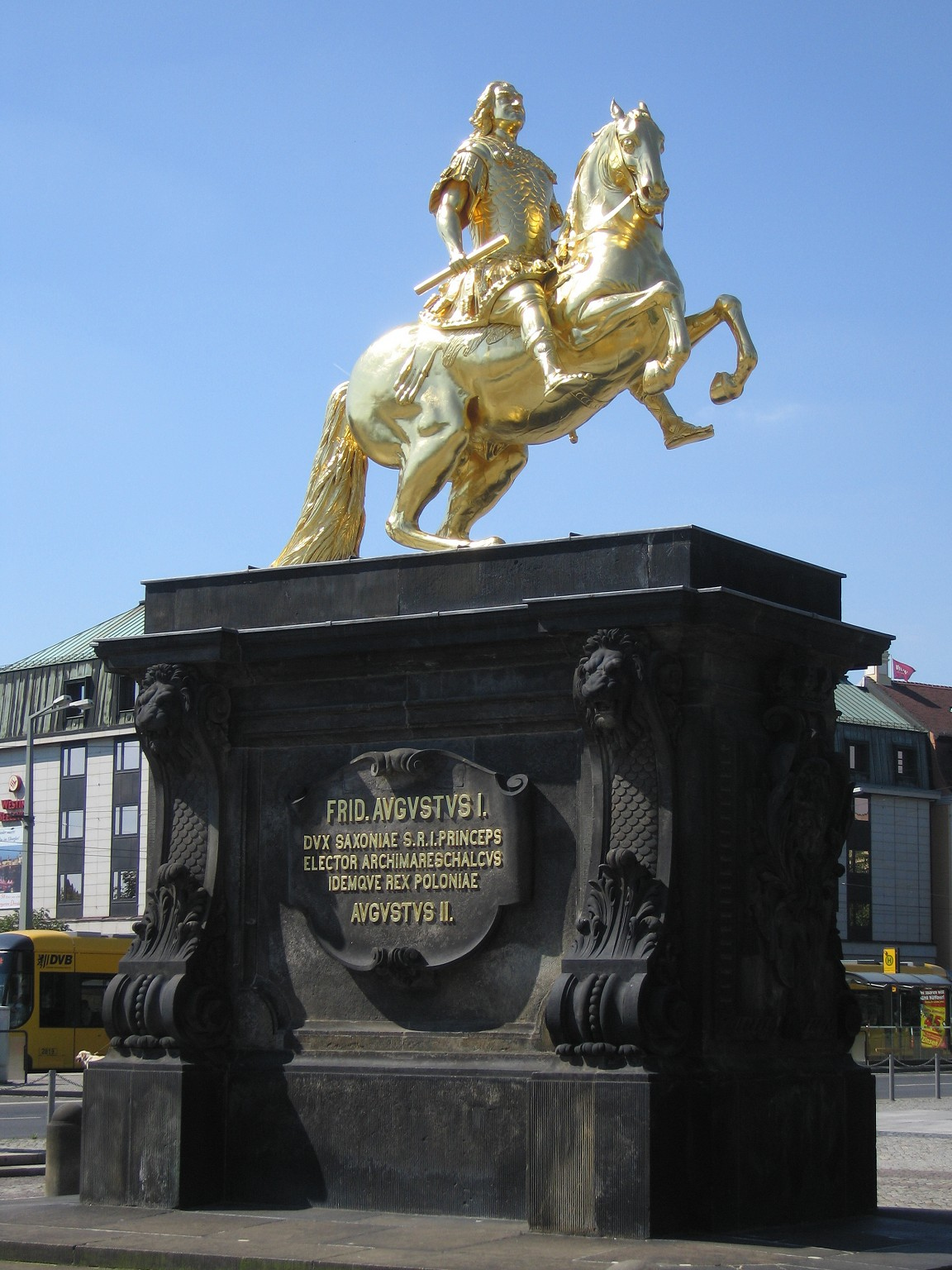
ドレスデンのアウグスト2世騎馬像

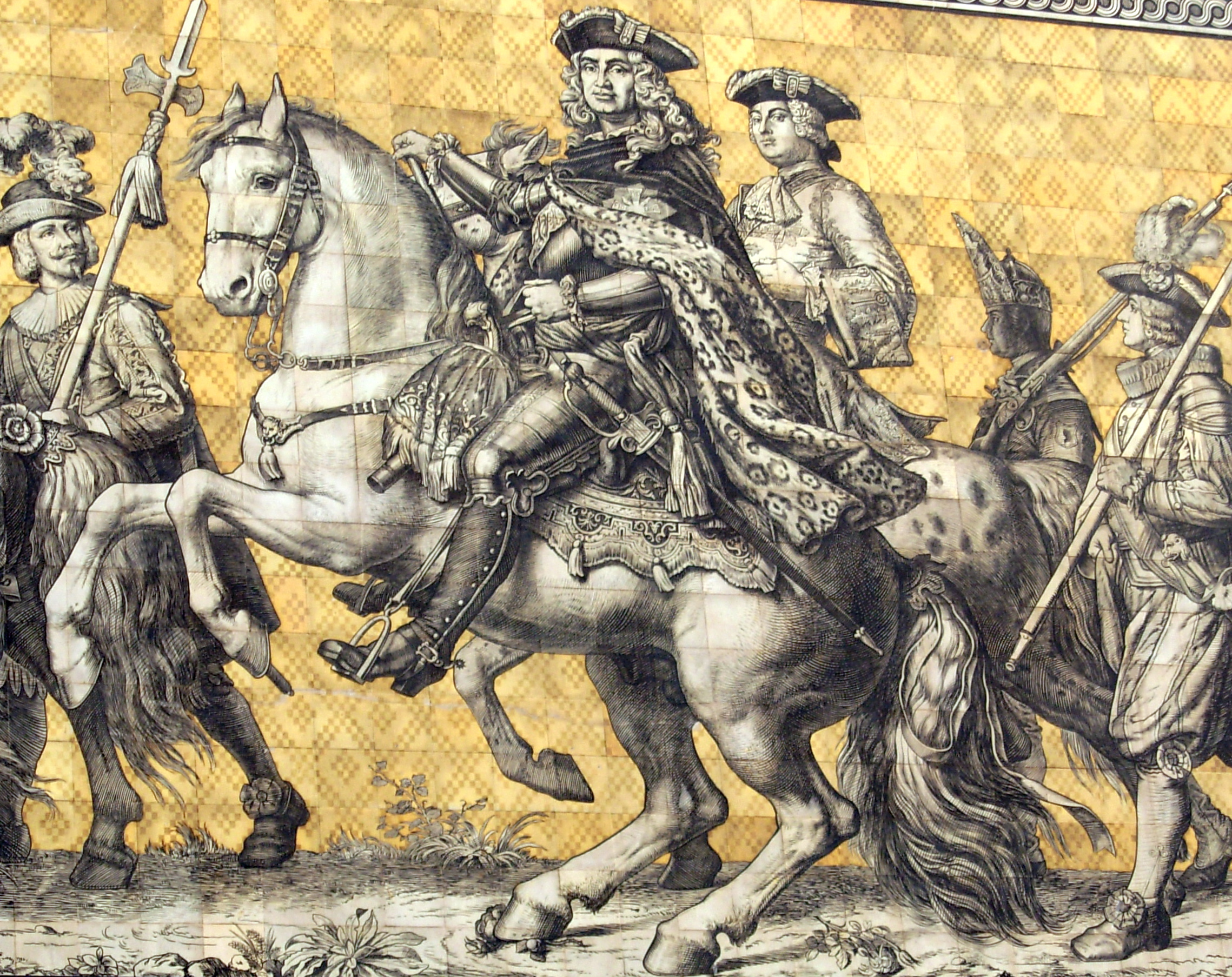
ドレスデンの壁画に描かれたアウグスト2世と息子のアウグスト3世（右）

アウグスト2世は芸術や建築を深く愛した。彼は治世中、ドレスデンを中心に多くの宮殿を建設し、それらは数世紀にわたって文化的、芸術的な輝きを放ち続けていた。
1687年から1689年にかけ、アウグストはフランスとイタリアを旅行した。特に豪奢と濫費の権化であるヴェルサイユの宮廷は完璧なまでに絶対主義の演出装置としての役割を備えており、アウグストに強い感銘を与えた。けばけばしい豪華な宮殿は絶対主義の最も重要なシンボルだった。こうした宮殿は公に君主の権力を視覚化して賛美し、君主による統治に正統性を付与したからである。宮廷は開かれた舞台であり、独立的な貴族階級をもてなしつつ、最終的には彼らを廷臣として従属させるための道具として、絶対的権力を欲する君主を支えた。アウグストの治世はバロック期の精神文化が支配した時代に完全に合致していた。アウグストは2国家の君主の称号を持ち、当時の絶対君主たちと同様、富を投げうって自らの宮殿を輝かしく見せるために心血を注いだ。
一方、アウグストは建築的、文化的景観を整備する事業も開始した。厳密な啓発的規制、都市建築プラン、そして何より芸術に対する情熱によって、アウグスト2世はドレスデンを、ドイツで最も美しい美術コレクションを備えたバロック建築群に変えた（ただし、ドレスデンの主要な観光名所の大半はアウグスト3世の治世に完成した）。アウグスト2世は治世のほとんどをドレスデンで過ごした。お祭り騒ぎが好きな国王はどんな理由でもパーティを開く口実にした。彼の贅沢な宮廷舞踏会はヴェネツィア・スタイルで、ゲームや庭園での祝祭が数多く開かれた。こうしたパーティの様子はしばしばザクセンやポーランドの宮廷人によって記録され、ヨーロッパ中の評判となっていた。

### マイセン磁器

現在のマイセンのトレードマーク。2つの剣が交差するデザインはアウグスト２世の命令によるデザインである。

アウグスト2世がドレスデンやマイセンで作らせた白磁を発見したきっかけは、「白金」の秘密を発見しようと考えたことであった。1701年、国王はヨハン・フリードリッヒ・ベトガーという若い錬金術師を助けた。ベトガーは金を作ることが出来るとうそぶいて、これに期待を抱いたプロイセン王フリードリヒ1世に追われていた。アウグスト2世は金を生産する秘密を明らかにするため、錬金術師を投獄した。
ベドガーが不可能な国王の要求をうまくかわすため、錬金術師から陶工に業種を変えることになった。陶工というよりは錬金術師として、ベトガーは白磁の秘密を発見した。彼は当時試みられていた、白い卵の殻のようなきめの細かい白い物質を混ぜたものを粘土に練りこむ製法を使わず、それまでヨーロッパの炉で焼かれていたよりもっと高い温度で粘土を焼いた。泥の成分を溶かし、新しい物質へと変化させたのである。この製法は以後100年間、ヨーロッパの他地域では知られることのない大発見となった。このことは、ドレスデンがヨーロッパにおける技術と芸術の中心地の一つとして発展する契機となった。

## 愛人と庶子達
アウグスト2世の妻クリスティーネは敬虔なプロテスタントとして、夫に従ってカトリックに改宗するのを拒み、夫と一緒にポーランドに行くこともなく、エルベ川沿いのプレッツシュ城で孤独な生涯を送った。アウグストは名うての女たらしで、妻の不在を寂しく思うことは1度も無く、その時々に寵愛を受ける愛人達と過ごしていた。ブランデンブルク＝バイロイト辺境伯夫人ヴィルヘルミーネなど同時代人達の証言によれば、アウグストは365人から382人ほどの子供の父親だった。アウグストが認知した庶子はわずか8人だけだった。
- 1694年-1696年 - マリア・アウローラ・フォン・ケーニヒスマルク伯爵夫人
  - アルマン・モーリス（ハーマン・モーリッツ）・ド・サックス伯爵（1696年 - 1750年）
- 1696年-1699年 - アンナ・アロイジア・マクシミリアーネ・フォン・ランベルク、エスターレ伯爵夫人
- 1698年-1704年 - ウルズラ・カタリーナ・フォン・アルテンボックム、テシェン女侯
  - ヨハン・ゲオルク、シュヴァリエ・ド・サックス（1704年 - 1774年）
- 1701年-1706年 - トルコ人女奴隷ファティマ、マリア・アウローラ・フォン・シュピーゲルと改名
  - フリードリヒ・アウグスト・ルトフスキ伯爵（1702年 - 1764年）
  - マリア・アンナ・カタリーナ・ルトフスカ伯爵夫人（1706年 - 1746年以後）
- 1704年-1713年 - アンナ・コンスタンティア・フォン・ブロックドルフ、コーゼル伯爵夫人
  - アウグスタ・コンスタンティア・フォン・コーゼル伯爵夫人（1708年 - 1728年）
  - フリーデリケ・アレクサンドリーネ・フォン・コーゼル伯爵夫人（1709年 - 1784年）
  - フリードリヒ・アウグスト・フォン・コーゼル伯爵（1712年 - 1770年）
- 1706年-1707年 - ヘンリエッテ・レナール
  - アンナ・カロリーナ・オジェルスカ伯爵夫人（1707年 - 1769年）
- 1708年 - アンジェリク・デュパル、フランス人ダンサー・女優
- 1713年-1719年 - マリアンナ・デーンホフ、ルボミルスカ公爵夫人
- 1719年-1720年 - エルトムーテ・ゾフィー・フォン・ディースカウ、ロス伯爵夫人
- 1720年-1722年 - ヘンリエッテ・フォン・オスターハウゼン、ゼーグート＝スタニスワフスカ伯爵夫人
- 時期不明 - フリーデリケ、黒人女性

## ギャラリー
アウグスト2世はポーランド王室の財宝を着服してドレスデンに持ち込んだ。以下の美術品はその代表的なものである。

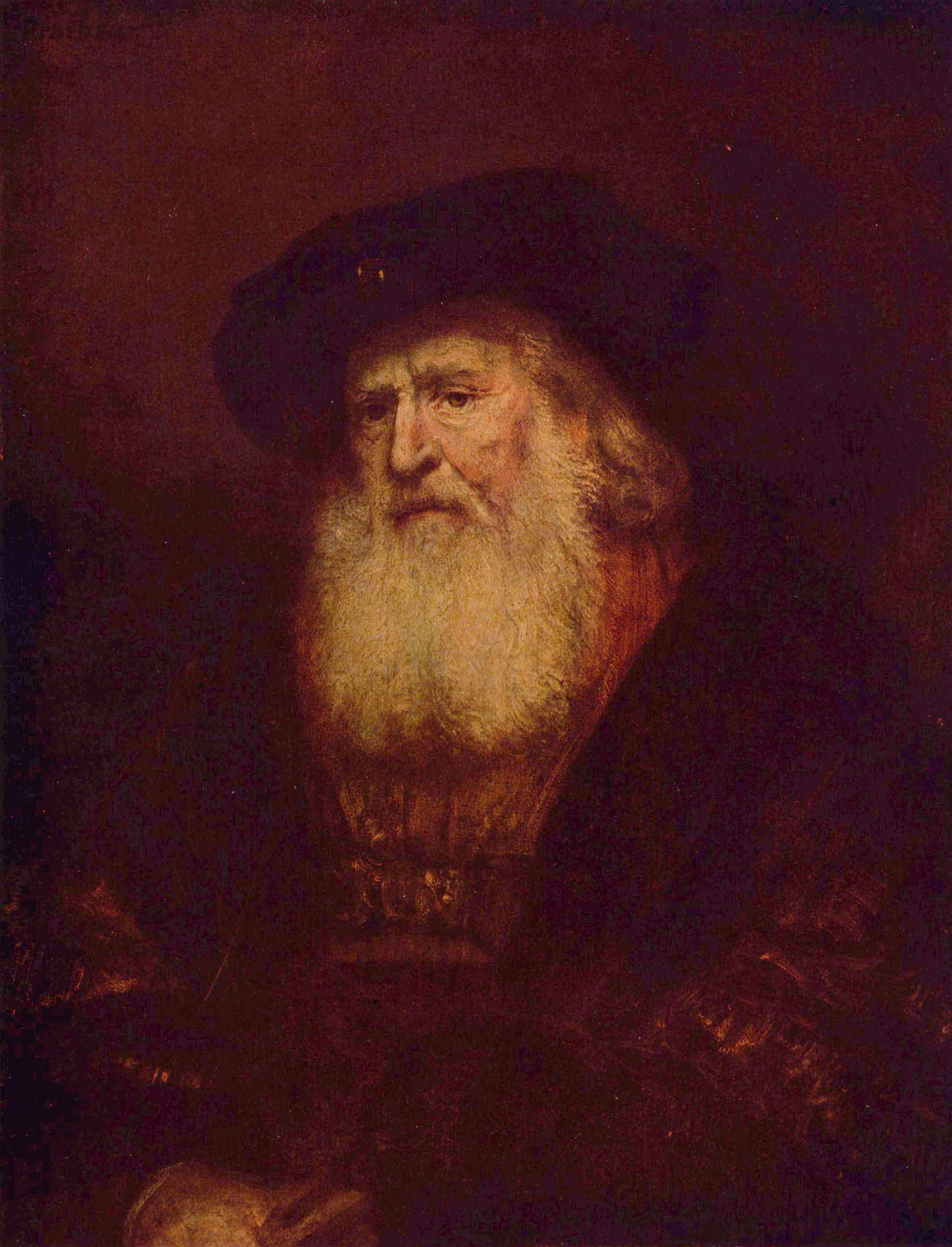
レンブラント「黒いベレー帽を被り髭を生やした男の肖像」
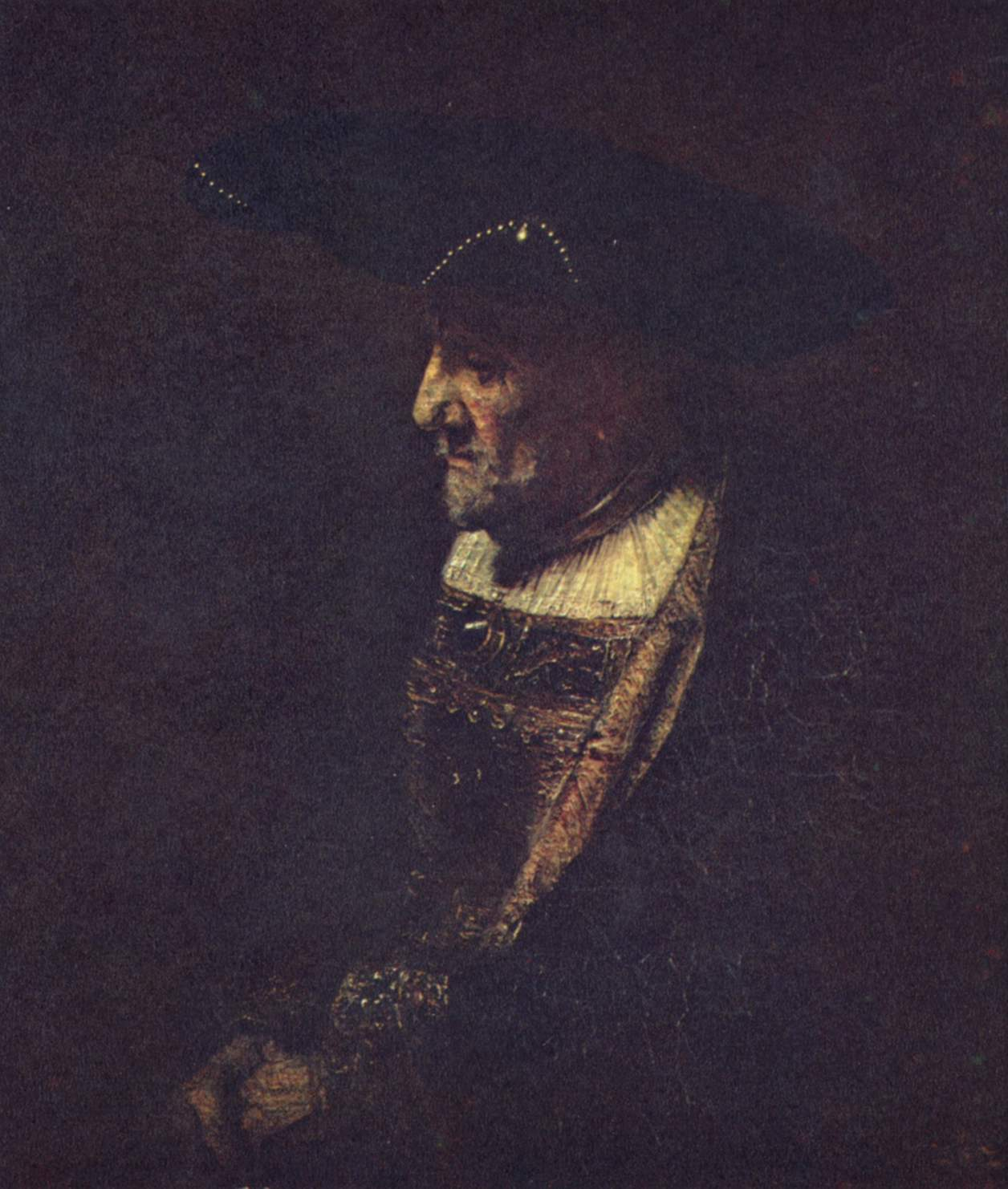
「真珠で飾った帽子を被る男の肖像」
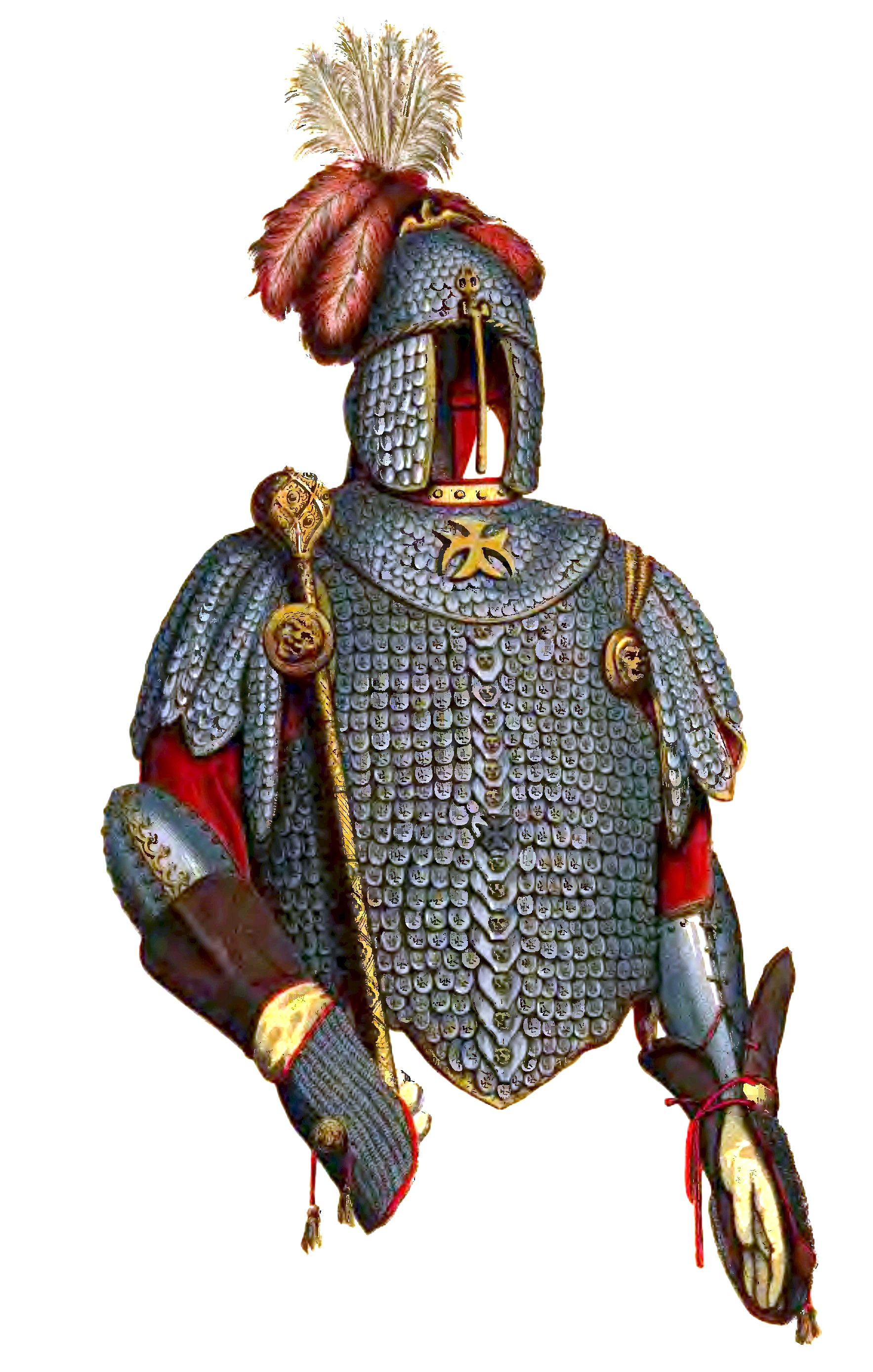
ヤン3世ソビェスキのカラツェナ様式の鎧、17世紀
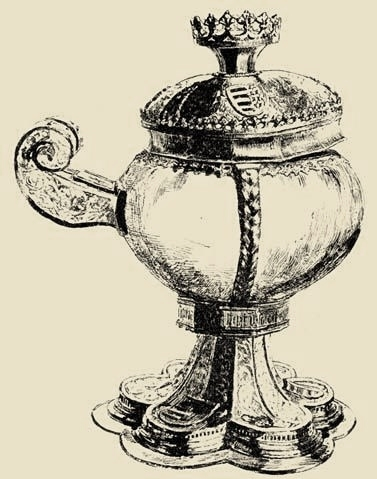
ヴァヴェル大聖堂から持ち出された、ヤドヴィガ女王の盃

## 関連図書
- Chisholm, Hugh, ed. (1911). "Augustus II." . Encyclopædia Britannica (英語) (11th ed.). Cambridge University Press.